# Arctura

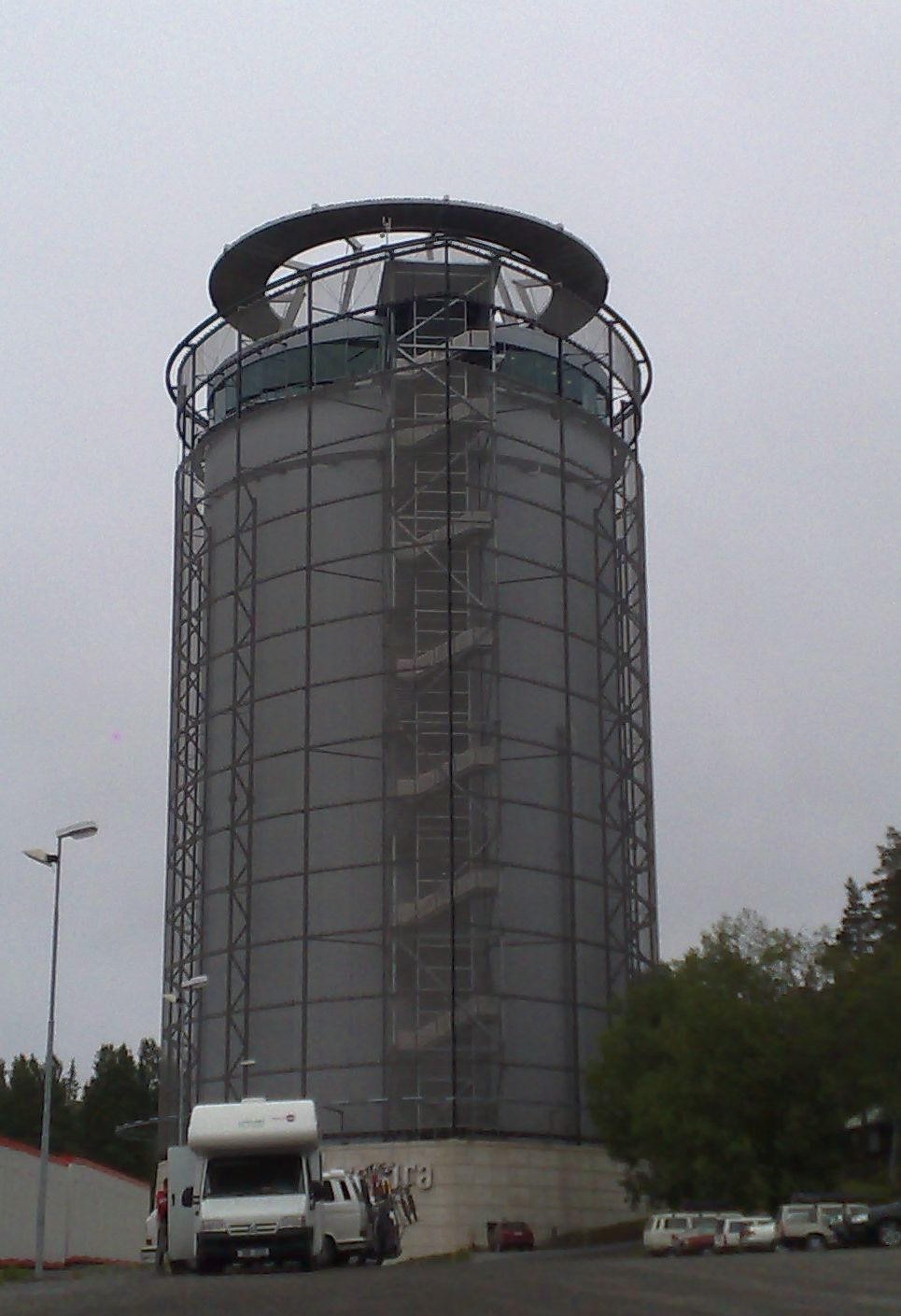
Arctura dagtid.

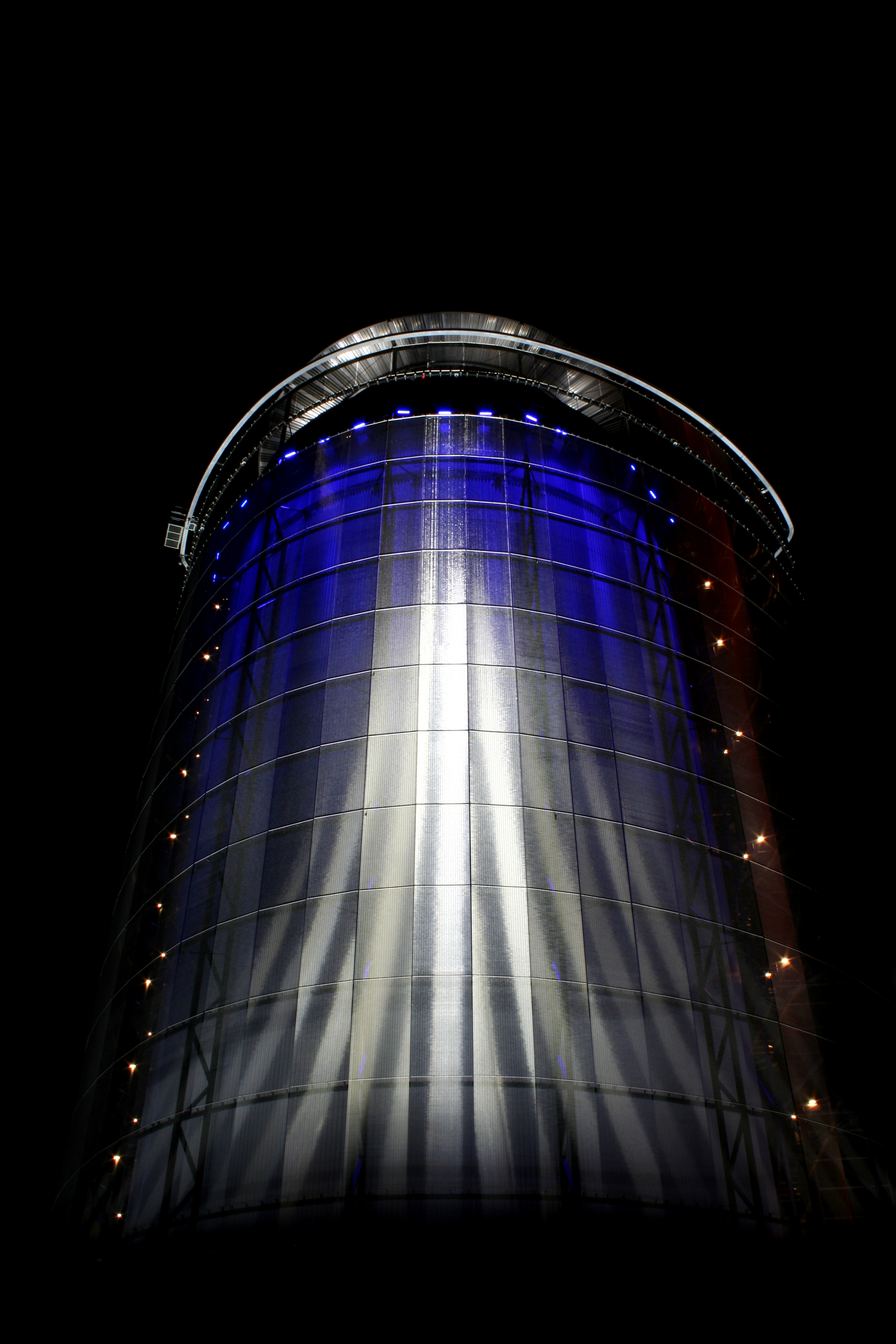
Arctura nattetid.

Arctura är namnet på den stora ackumulatortanken vid Östersunds skidstadion i Östersund, Jämtlands län. Namnet åsyftar Jämtlands landskapsstjärna Arcturus.
Den lokala kraftleverantören Jämtkraft byggde ett kraftvärmeverk i Lugnvik, och det visade sig att man även behövde en stor vattenbuffert. Därför byggdes år 2003 Arctura, en "termos" som rymmer 26 000 000 liter vatten.
Tanken, som är 65 meter hög och 27 meter i diameter, är klädd på utsidan med ett friliggande nät. Upptill och nedtill finns 7 600 små lampor som ger tanken olika belysningar under olika delar av dygnet. Det finns ett flertal program som styr hur Arctura ser ut; ett exempel är norrsken. 
På toppvåningen, 55 meter upp, finns en restaurang med utsikt över Östersund, Frösön, Ås, Storsjön och Oviksfjällen.  